# Presbyterianismus
Presbyterianismus (von griechisch πρεσβύτερος presbyteros, der Ältere) ist eine Form der Kirchenverfassung, bei der die Kirche auf mehreren Ebenen durch Gremien von Ältesten und Pastoren geleitet wird. Die presbyterianische Kirchenverfassung ist besonders bei reformierten Kirchen gebräuchlich. Presbyterianismus steht zwischen dem hierarchischen Episkopalismus (Leitung durch Bischöfe) und dem Kongregationalismus, bei dem die Gemeinden völlig selbständig sind. Im deutschen Sprachraum wird in der Regel von Presbyterialverfassung oder presbyterial-synodaler Ordnung gesprochen, im französischen von système presbytéro-synodal.

## Geschichte
Der Presbyterianismus geht auf die Kirchenordnung der Hugenotten zurück, die 1559 von der Nationalsynode in Paris eingeführt wurde. Der Reformator John Knox legte die spezielle schottische Ausprägung 1560 im First Book of Discipline fest, das gemeinsam mit dem Second Book of Discipline von 1578 für die Church of Scotland leitend wurde. Seine maßgebliche Festlegung erfuhr das System in dem von der Westminstersynode 1645 verabschiedeten Dokument The Form of Presbyterial Church Government, das zu den Westminster Standards gehört. Von Schottland aus breitete sich der Presbyterianismus (im engeren Sinne) in andere Teile des Vereinigten Königreichs, später in die gesamte angelsächsische Welt und auch in die Missionsgebiete der presbyterianischen Kirchen aus.
Beim Weseler Konvent 1568, bestätigt durch die Synode von Emden 1571, wurde die Kirchenordnung in modifizierter Form für die reformierte Kirche in den Niederlanden übernommen. Mit der Duisburger Generalsynode von 1610 übernahmen die reformierten Gemeinden der Herzogtümer Jülich-Kleve-Berg dieses Modell. Da die Rheinisch-Westfälische Kirchenordnung von 1835 dieses Modell in modifizierter Form aufnahm, kam es schließlich im 19. und 20. Jahrhundert zur Einführung presbyterial-synodaler Strukturen in allen deutschen Landeskirchen. Auch in den reformierten Landeskirchen der Schweiz und in der Reformierten Kirche in Ungarn wurde erst im 19. Jahrhundert dieses Modell vollständig übernommen.

## Die Ämter
Eine Voraussetzung der presbyterianischen Kirchenverfassung ist die von Johannes Calvin vertretene Vierämterlehre, nach der die Kirche nicht allein vom geistlichen Stand geleitet werden kann, sondern durch ein Zusammenspiel verschiedener Ämter. Neben den Pastoren, die Gottes Wort verkündigen, und den Lehrern („docteurs“), die die Gemeinde im christlichen Glauben unterweisen, sind Älteste („anciens“) für die Ausübung der Kirchenzucht zuständig; daneben organisieren Diakone die Armenfürsorge. Alle Ämter sind Wahlämter auf Zeit. In vielen presbyterianischen Kirchen werden neben den Pastoren und Lehrern (die später meist als identisch angesehen wurden) auch Älteste und Diakone ordiniert. Sowohl Pastoren als auch Älteste werden als Nachfolger der im Neuen Testament erwähnten πρεσβύτεροι gesehen, so dass sie in angelsächsischen presbyterianischen Kirchen oft mit dem gemeinsamen Begriff elders zusammengefasst und als teaching elders und ruling elders unterschieden sind.

## Die Leitungsgremien
Im Presbyterianismus gibt es Leitungsgremien auf drei oder vier Stufen, die jeweils Mitglieder an das nächsthöhere Gremium delegieren:
- die Sitzung (englisch session, in der Hugenottenkirche consistoire), die Leitung der lokalen Gemeinde
- das Presbyterium (englisch presbytery), das eine Gruppe von Gemeinden in einem begrenzten lokalen Umkreis leitet (in den Niederlanden, längere Zeit auch in Deutschland, wird hier von Classis gesprochen, in der Hugenottenkirche von colloque)
- in größeren Kirchen regionale Synoden
- eine Generalversammlung oder Generalsynode als oberstes Leitungsgremium der Kirche.

Jedes Leitungsgremium setzt sich aus Pastoren und Ältesten zusammen und wird von einem gewählten Vorsitzenden geleitet. Im englischen Sprachraum wird der meist moderator genannt, im deutschen wird bei Synoden oft der Begriff Präses gebraucht. In der lokalen Gemeinde hat meist der (oder einer der) Gemeindepfarrer den Vorsitz, in höheren Gremien sind Pastoren und Älteste meist in gleich großer Zahl vertreten und wirken gleichberechtigt.
Die einzelne Gemeinde ist rechtlich und finanziell selbständig, aber der Kirchenverfassung und dem Bekenntnis der Kirche verpflichtet.
Die Ältesten einer Gemeinde werden von der Gemeinde gewählt. Ordinierte Pfarrer werden ebenfalls von der Gemeinde gewählt, müssen aber vom Presbyterium bestätigt werden.